# Mat Rogers
Mat Rogers, född 1 februari 1976 i Sydney, är en australisk rugbyspelare.
Han har spelat både Rugby league och Rugby union. Hans pappa Steve Rogers är en legend inom rugbyn och spelade för The Sharks. Han spelade för Cronnulla Sharks i Rugby league. Men när han bytte till Rugby union gick han till laget The Waratahs.
Han kan spela center, fullback och uthalv.
2005 slog han igenom som uthalv då han ersatte Steve Larkham i australiska landslaget som var då för tillfället skadad.
2003 blev han uttagen till australiska landslaget när de hade världsmästerskapen på hemmaplan.
Australien tog silver efter att ha förlorat finalen mot England.
Då spelade han fullback.